# Carl Ludwig Doleschall
Carl Ludwig Doleschall, född 15 juli 1827 i Nové Mesto nad Váhom, Kungariket Ungern, död 26 februari 1859 på Ambon i Västindien, var en österrikisk entomolog.